# Schleidenplatz
Schleidenplatz er en lille trekantet plads i Berliner distriktet Friedrichshain. Det blev anlagt mellem 1874 og 1881 og betragtes som porten til Samariterviertel. 

## Seværdigheder på Schleidenplatz
I Rigaer Straße på Schleidenplatz var der et vægmaleri, der skildrede forskellige mennesker, der kiggede ud af deres vinduer, designet af kunstneren Hans Joachim Eggstein i 1987